# Władysław Reymont
Œuvres principales
Les Paysans, La Terre promise
Władysław Reymont, de son vrai nom Stanisław Władysław Rejment, né le 7 mai 1867 à Kobiele Wielkie et mort le 5 décembre 1925 à Varsovie, est un journaliste et écrivain polonais.
Grand romancier, il est l'un des principaux représentants du réalisme de la Jeune Pologne et est considéré comme l'auteur de deux « monuments de la littérature polonaise » avec La Terre promise et Les Paysans, livre pour lequel il reçoit prix Nobel de littérature en 1924. Il est également considéré comme le précurseur du reportage moderne en Pologne.

## Biographie

### Jeunesse
Le père de Władysław Reymont était organiste dans un village polonais et sa mère était issue de la noblesse appauvrie. Ils souhaitaient que leur fils devienne organiste à son tour, mais celui-ci avait d'autres projets. Reymont quitte l'école assez tôt. Il devient d'abord apprenti tailleur à Varsovie, puis il s'essaie au théâtre et joue dans des troupes itinérantes sous le pseudonyme Urbański de 1884 à 1887. De 1888 à 1893, il est employé de la compagnie des chemins de fer Varsovie-Vienne. Vers 1890, à Częstochowa, il fréquente des spiritistes.

### Carrière littéraire
Reymont fait ses débuts littéraire en 1892. Il est alors journaliste correspondant du journal Głos de Varsovie. La même année, il publie sa première nouvelle dans la revue de Cracovie Myśli. Entre 1892 et 1894, il écrit dix-sept nouvelles dont la majorité consacrée aux milieux urbains qu'il fréquente : des cheminots et des acteurs. Sa création s'inscrit alors pleinement dans le courant de la Jeune Pologne.
En 1893, il retourne à Varsovie et ne vit que de sa plume. En 1895, il publie Pèlerinage à Częstochowa : une longue nouvelle qui, dans un style journalistique, relate la participation de Reymont à un pèlerinage paysan organisé en 1884 à l'occasion du centenaire de l'insurrection de Kościuszko. En dix-huit chapitres, dont les titres correspondent aux villages et bourgades traversés par le cortège, Reymont évoque gens, émotions, paysages, ainsi que les difficultés de la marche. C'est grâce à ce récit qu'il se fait connaître comme un écrivain d'une grande sensibilité, possédant un certain talent pour les descriptions de la nature et de personnages typiquement polonais.

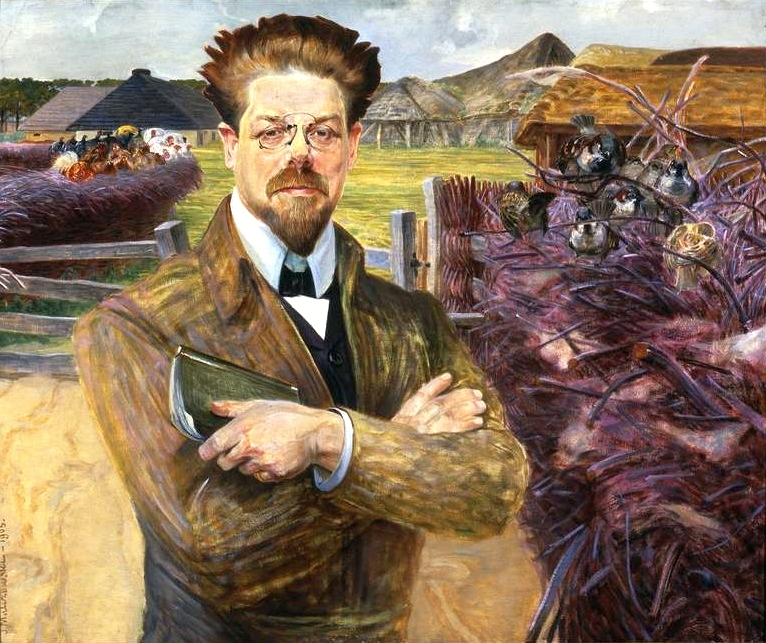
Władysław Reymont par Jacek Malczewski

En avril 1896, Reymont signe un contrat avec les éditions Gebethner i Wolff à Varsovie, qui le mandatent pour écrire un roman sur le phénomène que représente la ville de Łódź. Cette ville est alors un grand centre industriel né dans l’effervescence du capitalisme sauvage de la fin du XIXe siècle. Reymont séjourne plusieurs mois à Łódź afin de réunir une documentation qui lui servira lors de la rédaction de son roman. La Terre promise est publié en 1899. Cette immense fresque évoque le développement de l'industrie textile à Łódź à travers l'histoire de trois jeunes hommes dynamiques qui s'associent pour fonder une des plus puissantes fabriques de textile de la ville : Karol Borowiecki, noble polonais, Max Baum, entrepreneur allemand, et Moritz Welt, banquier juif. L’écrivain cherche à comprendre les grandes motivations de l’activité frénétique qui anime Łódź et en fait le théâtre des ascensions sociales fulgurantes et des perditions morales non moins spectaculaires. Le credo balzacien, « de l’or et du plaisir », définit parfaitement les deux principaux axes du roman: la richesse et l’érotisme. Le roman est porté à l'écran deux fois : d'abord par Aleksander Herz en 1927 ; puis par Andrzej Wajda en 1974. Cette dernière version, La Terre de la grande promesse, rencontre un immense succès en salles en Pologne et obtient une nomination dans la catégorie « Meilleur film international » à l'occasion de la 48e cérémonie des Oscars en 1976.
Reymont voyage beaucoup (Rome, Berlin, Bruxelles, Londres), séjournant le plus souvent et le plus longtemps à Paris. En 1900, il subit une blessure grave dans un accident de train près de Varsovie. L'indemnité élevée qu'il reçoit alors améliore considérablement sa situation financière difficile. En 1902, il épousé Aurelia Szadłowska et le couple part en Bretagne, où Reymont travaille sur son roman Les Paysans. Pendant la révolution polonaise de 1905, il est de retour à Varsovie.

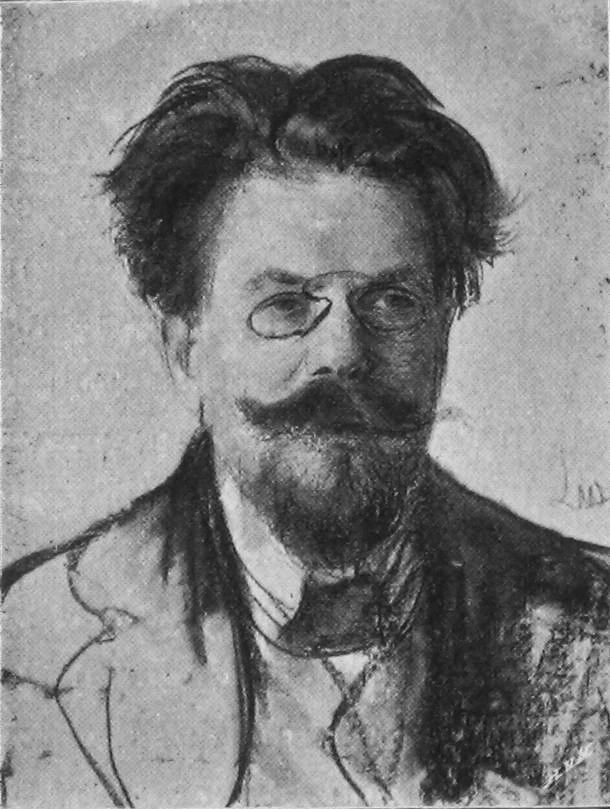
Władysław Reymont par Leon Wyczółkowski

Le succès de La Terre promise est surpassé par celui des Paysans publié pendant quatre ans (1904-1909) dans Tygodnik Ilustrowany. Cette grande fresque en quatre volumes est une évocation des grandeurs et des misères de la vie paysanne polonaise à la fin du XIXe siècle, vivant selon au rythme terrien dicté par la nature. Trois personnages d'une stature romanesque exceptionnelle se distinguent dans la communauté : le vieux Boryna, son fils Antek et la jeune et belle Jagna qui devient l'objet de la rivalité des deux hommes.

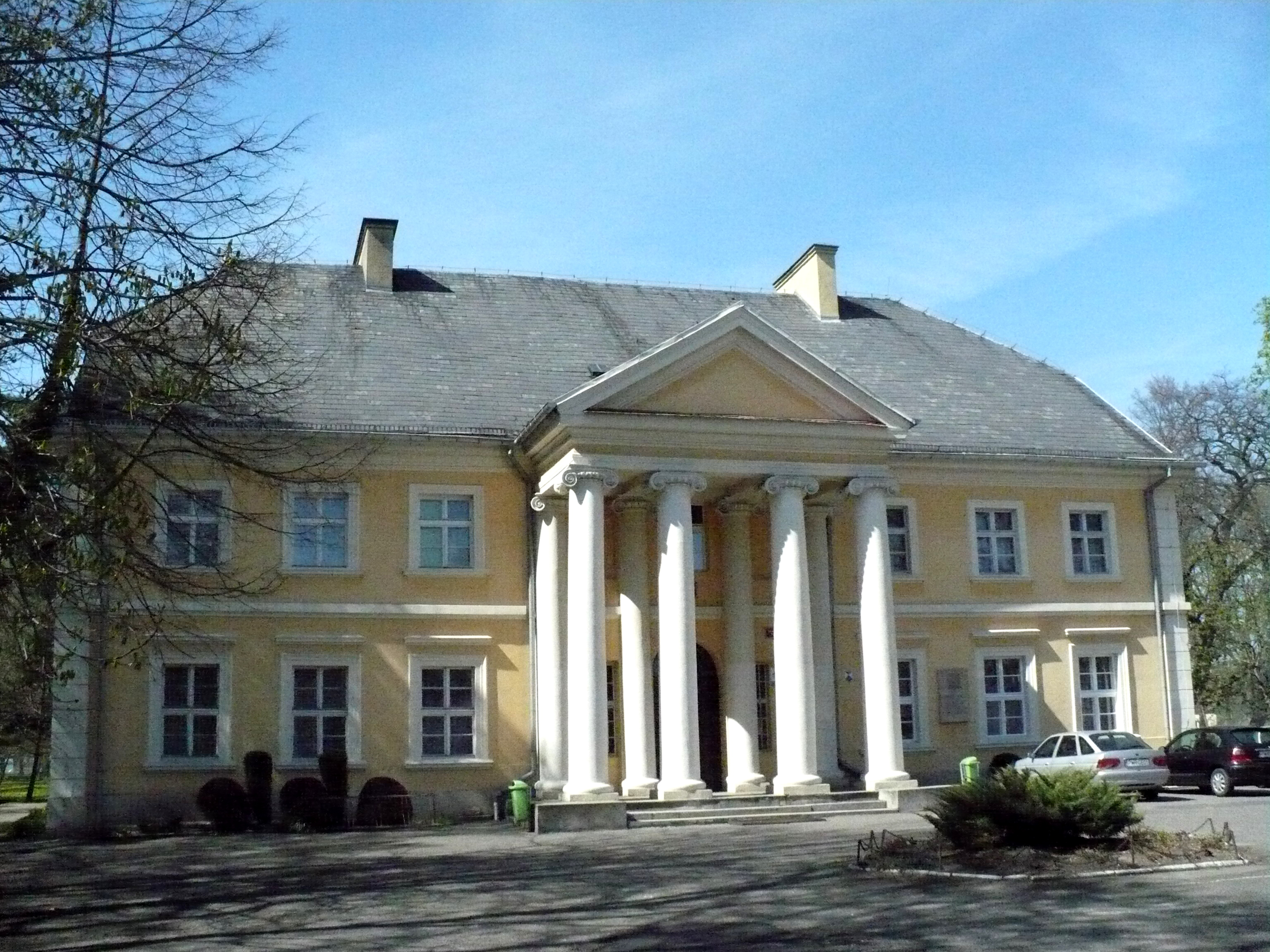
Maison de Reymont à Kołaczkowo, aujourd'hui son musée

Pendant la Première Guerre mondiale, l'écrivain est très actif à Varsovie au sein de divers comités sociaux et patriotiques polonais. En 1917, il reçoit le prix littéraire de l'Académie polonaise des arts et sciences pour Les Paysans. Le profond humanisme et l'universalisme de ce roman vaudra à Reymont également le prix Nobel de littérature qu'il obtiendra en 1924, un an avant sa mort. Le livre fera l'objet de l'adaptation cinématographique très réussie en 1973 par Jan Rybkowski, et en 2023, sous le titre La Jeune Fille et les Paysans, par DK et Hugh Welchman.
Après la restauration de l'indépendance de la Pologne, Reymont se rend à deux reprises (1919 et 1920) aux États-Unis pour récolter des fonds et mobiliser la diaspora polonaise locale pour la reconstruction de la Pologne.
En 1920, le romancier s'offre un manoir à Kołaczkowo près de Września. Passionné de cinéma, il est l'un des cofondateurs de la première coopérative cinématographique polonaise. Il apparaît pour la dernière fois en public le 15 août 1925 en tant que membre du Parti paysan polonais (PSL-Piast) au festival folklorique de Wierzchosławice.

### Disparition
Les funérailles de Reymont sont l'occasion d'une grande manifestation nationale. Il est inhumé à Varsovie au cimetière de Powązki, et son cœur est emmuré dans un pilier de l'église Saint Croix à Varsovie.

## Hommages
À l'occasion du 75e anniversaire de sa mort, l'an 2000 a été proclamé l'année Władysław Reymont en Pologne.
L'aéroport de Łódź porte son nom en son honneur.

## Œuvres principales

### Romans
- Pèlerinage à Częstochowa (1895), Lausanne, L'Âge d'Homme, 1985.
- La Comédienne (1896), traduit et annoté par Richard Wojnarowski, Editions BoD, Paris, 2021, 312 pages  (ISBN 9782322155712)
- La Terre promise (1899), traduit par Olivier Gautereau, Carouge, Éditions Zoé, 2011.
- Les Paysans (1904-1909), traduit par Franck Louis Schoell, Lausanne, L'Âge d'Homme, 2009.
- Ave Patria (1907)
- Le Vampire (1911)
- L'An 1794 (1913-1918)
- La Révolte[4] (1924), traduit par Richard Wojnarowski, Editions BoD, Paris, 2021, 152 pages  (ISBN 9782322377695).

### Des nouvelles parues en français
- L'Apostolat du knout, traduit par Paul Cazin et Franck Louis Schoell, Paris, Presses du Compagnonnage, coll. « Prix Nobel de littérature », 1962 (BNF 33153502)